# Magánbűnök, közerkölcsök
A Magánbűnök, közerkölcsök 1976-ban bemutatott színes, olasz–jugoszláv erotikus filmdráma. Eredeti címe: Vizi privati, pubbliche virtù. Jancsó Miklós negyedik olasz filmje a mayerlingi tragédia sajátos feldolgozása, melyet Olaszországban pornográfia vádjával egy időre betiltottak. 
Magyarországon évekig nem mutatták be a filmet, csak az 1980-as évek végén kerülhetett sor a hazai premierre.

## A cselekmény
|  | Alább a cselekmény részletei következnek! |

Meztelen fiatalember hempereg a szalmában, önfeledt nevetés kíséretében. Rudolf trónörökös az, akinek esze ágában sincs császári apja elvárásai és értékrendje szerint élnie és cselekednie. Minden alkalmat megragad arra, hogy gúnyt űzzön a császárság jelképeiből és képviselőiből, akár saját feleségéből is, akinek még a fehérneműjére is császári címert hímeztek. A provokálásban Rudolf társai hűséges dajkája, Therese, valamint herceg barátja és annak lánytestvére, Sofia. A kastélyban féktelen mulatozás veszi kezdetét, melyre megérkezik Vetsera Mária bárónő (a filmben: Mary), Rudolf kedvese. Az italtól megrészegült fiatalok mulatsága orgiába torkollik, melyet vaskos tréfák színeznek. Így például minden – immár ruhátlan – jelenlévő megcsókolja Mary fedetlen keblét, aki – mint leendő császárné – tréfából miniszteri címeket adományoz a meztelen ifjaknak. A csupasz férfiak aztán a baromfiól felé veszik az irányt, hogy a pulykákkal fajtalankodjanak a hölgyek harsány kacaja kíséretében. Ezzel sajátos módon adóznak egy Habsburg-párti hadvezér emlékének, akinek a hadügyek mellett sosem volt elég ideje arra, hogy a hölgyekkel foglalkozzon. Másnap egy tábornok érkezik a trónörökös letartóztatására, ám Rudolfék éppúgy gúnyt űznek belőle, mint a kivezényelt katonákból. Előttük a trónörökös úgy viselkedik, mintha bolond lenne: kotkodácsol, karjaival egy tyúk szárnyainak csapkodását utánozza, majd úgy tesz, mintha egy tojást tojna. A gátlástalan fiatalokat a herceg édesapja is megpróbálja jobb belátásra bírni, de a fia őt is kigúnyolja. A Hatalom azonban nem tűri az ellene szegülőket, akármilyen rangúak is: a négy fiatalt egy szerelmes éjszakát követően agyonlövik, halálukat pedig öngyilkosságnak állítják be.

## Történelmi háttér
1889. január 30-án a mayerlingi vadászkastélyban holtan találták Rudolf főherceget, az Osztrák–Magyar Monarchia trónörökösét, I. Ferenc József császár és felesége, a magyarbarát Erzsébet királyné („Sissi”) egyetlen fiúgyermekét, valamint szeretőjét, Vetsera Mária bárónőt. Az óriási botrány elkerülése érdekében a tragédia számos részlete sosem került nyilvánosságra, ami már akkoriban különféle feltételezésekre és pletykákra adott okot. A homály évtizedek alatt sem oszlott el. A titkolózásra jellemző, hogy eleinte még magát a császárt és a császárnét is pontatlanul tájékoztatták: azt közölték velük, hogy a trónörököst alighanem a rangján aluli Mária mérgezte meg, aki azután magával is végzett. Nagy megrázkódtatás volt az uralkodó számára, mikor kiderült, hogy valószínűleg a fia végzett a szeretőjével, utána saját magával. A gyilkossá vált trónörökös, aki öngyilkosságot követett el: a Monarchia történetében példátlan skandalum volt kilátásban, melyet mindenáron el kellett kerülni. Ráadásul a katolikus egyház az öngyilkosoktól megtagadja az egyházi temetést. Ferenc Józsefnek fia beszámíthatatlanságára hivatkozva sikerült végül elérnie, hogy Rudolfot katolikus szertartás szerint helyezzék örök nyugalomra. A közvéleményt úgy tájékoztatták, hogy a trónörökössel szívroham végzett. Mária holttestét még a tragédia felfedezését követően eltávolították Rudolf mellől, és a legnagyobb titokban temették el Heiligenkreuz temetőjében, az öngyilkosok kriptájában. A Vetsera család tagjai számára teljes titoktartást rendeltek el, az édesanyának még a temetésen való részvételt is megtiltották.
Rudolf és Mária titokzatos halálának magyarázatára számos különféle hipotézis született az évek folyamán. Az öngyilkosság tényét a bécsi udvar ugyan kénytelen volt elismerni, ám a gyanús motívumok miatt ez a magyarázat sem elégítette ki a kíváncsiskodókat. Miért is lett volna öngyilkos a trónörökös, aki kiváló nevelésben részesült, és szinte születésétől kezdve gondosan felkészítették az uralkodásra? Katonai nevelést kapott, de emellett jogot, irodalmat és nyelveket is tanult: beszélt angolul, franciául, magyarul, lengyelül és csehül. 1881-ben feleségül vette Stefánia belga hercegnőt, akit ugyan nem szeretett, mégis gyereket nemzett neki. Császári édesapjával, Ferenc Józseffel egyre inkább szembekerült, mivel nyíltan beszélt a Monarchia problémáiról, sőt egy bécsi radikális újság számára névtelenül ugyan, de ellenzéki hangvételű cikkeket írt. 1887-ben szeretett bele a tizenéves Vetsera Máriába, akivel a császár parancsára sem volt hajlandó megszakítani a viszonyt. Sőt, magához a pápához fordult kérelemmel, hogy elválhasson feleségétől, és elvehesse Máriát. Ezek után Ferenc József egyre kevésbé vonta be őt az államügyekbe, és még annak a véleményének is hangot adott, hogy fia alkalmatlanná vált arra, hogy az utódja legyen. A mayerlingi tragédia egyik nem hivatalos magyarázata az lett, hogy Ferenc József megölette mind kényelmetlenebbé vált fiát. (Jancsó filmje ezt a teóriát tekinti kiindulási alapnak.)
Voltak persze más magyarázatok is. Így például az, hogy Vetsera Mária teherbe esett, titokban magzatelhajtást végeztek rajta, amibe viszont belehalt. Rudolf önként követte kedvesét a halálba. Egy másik feltételezés szerint Rudolf ún. amerikai párbajt folytatott Mária fivérével. Vesztett, vagyis öngyilkosságot kellett elkövetnie. Mária vele együtt ment a halálba. Mások szerint Rudolf vadásztársai egy alkalommal véletlenül agyonlőtték Máriát. Verekedés tört ki, melynek során Rudolfot agyonverték. Mivel az elkövetők is igen magas rangú személyiségek voltak, a tragédiát el kellett tussolni. Ezt a verziót megerősítette az a tény, hogy az uralkodó fia testén egy akkor elsüllyesztett, később előkerült halottkémi jelentés szerint külsérelmi nyomok voltak. Amikor 1992-ben Mária maradványait ellopták a heiligenkreuzi temetőből, a tettes kézrekerítése után az előkerült koponyát korszerű orvosi vizsgálatnak vetették alá. Golyónyomot nem találtak rajta, súlyos ütésektől származó sérüléseket viszont igen. Nem kisebb személyiség, mint Zita, az utolsó magyar királyné volt a legelőkelőbb képviselője annak az elméletnek, hogy Rudolf politikai gyilkosság áldozata lett. Ferenc Józsefet állítólag annak idején a franciák puccsal akarták eltávolítani a trónról, hogy Rudolfot ültessék a helyére. A trónörökös azonban kiszállt az összeesküvésből, amiért a franciák bosszúból végeztek vele. A gyilkos fegyver sem az övé volt, ráadásul a helyszíni vizsgálat szerint mind a 6 golyót kilőtték belőle. Egyre kevésbé valószínű, hogy sikerül mindenki számára megnyugtató és hiteles magyarázatot találni a mayerlingi tragédiára, mely egyike a történelem legnagyobb rejtélyeinek.

## Jancsó Miklós a filmről
„Tudjuk, hogy a valóságban egy trónörökös nem viselkedik így, mint a mi képzeletbeli Dauphinünk. Számunkra ő mindenféle viszály, egyet nem értés hordozója és szószólója. A rendszer összes betegsége az ő viselkedésében, provokatív játékaiban nyilvánul meg, pontosan úgy, ahogyan a történetírók véleménykülönbsége regisztrálta kiúttalanul a változás feltevéseit. […] A mi filmjeinkben a szexus szabadság, természetesség. Ami természetes, az nem lehet szennyes. De akkoriban – és még ma is – a szexus bűn. Főszereplőink számára a szerelem, a szerelem bármilyen formája nem más, mint a szabad ember egyik aspektusa, egyik arca. […] Aki szabadon él a szexussal, se áldozat, se hóhér nem lesz általa, aki a konfliktusok legyőzésére használja, tehát mindenki számára rendelkezésre álló szabad örömnek tekinti, az nem bűnös. A hatalmat gyakorló számára viszont veszélyes ember.”

## Érdekességek
- Jancsó Miklós állandó munkatársa, Hernádi Gyula nem vett részt a Magánbűnök, közerkölcsök forgatókönyvének megírásában. A szkript Jancsó olasz élettársa, Giovanna Gagliardo munkája.
- A film Vetsera Mária bárónőt hermafroditaként ábrázolja.
- A filmet 1975 augusztusában kezdték forgatni a Zágrábtól mintegy 100 km-re lévő kisváros, Drávaszőlős mellett található kastélyban. A munka a következő hónapban be is fejeződött. A helyszínt állítólag a díszlettervező találta, de az operatőr korábban már forgatott ott egy másik filmet. Elsősorban anyagi okai voltak annak, hogy a stáb Jugoszláviában készítette a filmet. Később kiderült, hogy a kastély Bombelle gróf[3] tulajdona volt. Bombelle Rudolf szárnysegédje volt, a kastélyt pedig a mayerlingi tragédia után kapta a császártól a bécsi udvarnak tett értékes szolgálatai fejében. Jancsónak meggyőződése volt, hogy Bombelle valamilyen formában szerepet játszott a trónörökös halálában, illetve az események ködösítésében.
- Jancsó olasz operatőrrel kezdett forgatni, akit azonban rövidesen leváltott. Állandó magyar operatőre, Kende János akkoriban Kézdi-Kovács Zsolt Ha megjön József (1976) című filmjén dolgozott, ezért nem tudott volna beszállni Jancsó produkciójába. Végül Tomislav Pinter állt a kamera mögé. A Jancsó egyik művészi védjegyének számító hosszú beállítások helyett a Magánbűnök, közerkölcsök 342 beállításból áll, és ebből a szempontból (is) egyedülálló alkotás a rendező életművében. Gyertyán Ervin, a korszak egyik legismertebb magyar kritikusa így írt minderről az 1976-os cannes-i filmfesztiválról szóló tudósításában: „Jancsó egy olyan filmben újította meg stilisztikáját, amely tematikailag a legigénytelenebb és legsemmitmondóbb minden eddigi alkotása közül.”
- A Magánbűnök, közerkölcsök volt Franco Branciaroli első filmje. A színész később forgatott Michelangelo Antonioni irányításával is, majd Tinto Brass erotikus botrányfilmjeinek gyakori szereplője lett.
- Teresa Ann Savoy ugyancsak dolgozott Tinto Brass-szal. Szerepelt Jancsó A zsarnok szíve, avagy Boccaccio Magyarországon (1981) című olasz–magyar filmjében is.
- Sáfár Anikó az 1980-as években azt nyilatkozta a Reform című folyóiratnak, hogy Jancsó eredetileg neki szánta Vetsera Mária szerepét, ám különböző okokból végül egy kisebb szereppel kellett beérnie. Nem ő volt egyébként az egyetlen színésznő, aki lemaradt egy főszerepről egy Jancsó-filmben: eredetileg Anna Dymna, lengyel színésznő lett volna Jancsó Életünket és vérünket című trilógiájának egyik fontos szereplője. A színésznőt Lengyelországból Magyarországra szállító taxi azonban karambolozott, és Dymna kórházba került. Felépülése után már csak kisebb szerep jutott neki a produkcióban, amelyből végül csak két rész készült el: Magyar rapszódia (1978), Allegro Barbaro (1979).
- A statiszták egyike a későbbi pornócsillag, Staller Ilona alias Cicciolina volt. A rendező évekkel később így emlékezett vissza rá: „Kedves, nyílt, jókedvű lány volt. Nem tiltakozott álszemérmesen, amikor az ünnep jeleneteiben meztelenül kellett táncolnia. Szép teste volt, nem szégyellte. A szex iránt érzett szerelmét sem szégyellte.”[4]
- Az 1970-es évek első felében egymástól függetlenül több olyan, nagy nemzetközi visszhangot kiváltott alkotás született, melyekben a szereplők a külvilágtól többé-kevésbé elkülönülve a testi élvezeteknek adják át magukat. Jancsó jelen alkotása mellett e tematikát képviseli Bernardo Bertolucci Utolsó tangó Párizsban (1972), Marco Ferreri A nagy zabálás (1973), Pier Paolo Pasolini Salò, avagy Szodoma 120 napja (1975) és Nagisza Oshima Az érzékek birodalma (1976) című filmje.
- A filmet állítólag még az 1970-es évek végén megvásárolták magyarországi forgalmazásra, engedélyszámot is kapott, de akkor mégsem jutott el a hazai mozikba. Állítólag maga Kádár Jánosné volt a premier egyik legfőbb ellenzője, aki főtitkár férjével együtt zártkörű vetítéseken tekintette meg a legérdekesebbnek tűnő, bemutatás előtt álló filmeket. Kádárnéról azt beszélték, hogy rendkívül prűd asszony volt, és a filmben látható szexualitás nem volt összeegyeztethető erkölcsi felfogásával. 1986-ban, Jancsó Miklós 65. születésnapja alkalmából egynapos vetítésen mutatták be Magyarországon a rendező olasz filmjeit, de a Magánbűnök, közerkölcsök akkor sem került a közönség elé. A hazai mozibemutató az 1980-as évek végén volt. A rendező 70. születésnapjának tiszteletére a Magyar Televízió levetítette Jancsó olasz filmjeit, köztük ezt is.

## Kritikai fogadtatás
„…a film nem szerelmi történet, s a híressé vált kettős öngyilkosság sem kerül színre. Inkább egy kor ízlésvilága van jelen, dallamos valcerek, szép egyenruhák, mégse kosztümös történelmi filmről van szó. Egy közérzetről, egy fiú (a Dauphin) kínos érzéséről császári apjával szemben. Miután minden lehetőségét elvesztette, hogy apjával szemben érvényesüljön a hatalomban, a Dauphin a létét vonja kétségbe, méghozzá a számára egyetlen lehetséges módon: önmagát vonja kétségbe, nevetségessé téve saját hivatalos fiúi szerepét. […] A Magánbűnök, közerkölcsök olyan pillanatban készült, amikor a nyugati filmgyártás a leginkább engedett a kommerciális igényeknek, Jancsó mégis ekkor készítette talán legszabadabb, legfüggetlenebb filmjét, melynek utalásai, szimbólumai félreérthetetlenek, ezzel is bizonyítva az alkotó szellemi és művészi szilárdságát, állhatatosságát.”

(Giacomo Gambetti: A történelem gúnyt űz az emberekből? Székely Éva fordítása. In. Filmvilág 1981/12, 5–8. oldal)
„Ne szépítgessük a dolgot: ez szexfilm, annak is meglehetősen unalmas. A blőd mayerlingi tragédiából kihámozott parabola-tézis – Rudolf trónörökös a testi szerelem zabolátlan és a legszélsőbb végletekig vitt gyakorlatát mint forradalmi tettet szegezi szembe atyja, I. Ferenc József áporodott autokráciájával – igazán csak fügefalevél egy ormótlan szándékon, mely távolról sem Jancsóra, inkább megrendelőire vall: a film legyen eladható a nyugati piacon. E feltehetően diktátumszerű elvárás kedvéért a rendező »elfelejtette« saját stílusát, vágástechnikáját, a színészvezetéssel kapcsolatos elgondolásait, egyszóval mindazt, ami megérdemelten világhírűvé tette…”

(Kornis Mihály: A történelem csinos rabszolgái. In: Filmvilág 1986/5. 3–8. oldal)

## Főszereplők
- Balázsovits Lajos (Rudolf trónörökös)
- Teresa Ann Savoy (Vetsera Mária bárónő)
- Franco Branciaroli (herceg)
- Laura Betti (Therese, a dajka)
- Pamela Villoresi (Sofia)
- Ivica Pajer (a tábornok)
- Zvonimir Crnko
- Umberto Silva
- Demeter Bitenc
- Susanna Javicoli
- Sáfár Anikó
- Staller Ilona
- Gloria Piedimonte
- Cesare Barro
- Luigi Marturano
- Marino Matota
- Andrija Tunjic

## Cannes-i filmfesztivál
- 1976 Arany Pálma-jelölés

## Külső hivatkozások
- A Magánbűnök, közerkölcsök az Internet Movie Database oldalain
- Magánbűnök, közerkölcsök a PORT.hu-n (magyarul)